# Ейдсон (Техас)
Ейдсон (англ. Eidson Road) — переписна місцевість (CDP) в США, в окрузі Маверік штату Техас. Населення — 9461 особа (2020).

## Географія
Ейдсон розташований за координатами 28°40′5″ пн. ш. 100°28′47″ зх. д. / 28.66806° пн. ш. 100.47972° зх. д. (28.668015, -100.479676).  За даними Бюро перепису населення США в 2010 році переписна місцевість мала площу 18,94 км², з яких 17,83 км² — суходіл та 1,11 км² — водойми.

## Демографія
Згідно з переписом 2010 року, у переписній місцевості мешкало 8960 осіб у 2358 домогосподарствах у складі 2083 родин. Густота населення становила 473 особи/км².  Було 2665 помешкань (141/км²).
Расовий склад населення:
| - 98,9 % — білих - 0,5 % — корінних американців - 0,1 % — чорних або афроамериканців |

До двох чи більше рас належало 0,4 %. Частка іспаномовних становила 98,9 % від усіх жителів.
За віковим діапазоном населення розподілялося таким чином: 35,6 % — особи молодші 18 років, 56,2 % — особи у віці 18—64 років, 8,2 % — особи у віці 65 років та старші. Медіана віку мешканця становила 27,5 року. На 100 осіб жіночої статі у переписній місцевості припадало 96,2 чоловіків;  на 100 жінок у віці від 18 років та старших — 90,5 чоловіків також старших 18 років.
Середній дохід на одне домашнє господарство  становив 43 678 доларів США (медіана — 32 332), а середній дохід на одну сім'ю — 45 976 доларів (медіана — 35 139). Медіана доходів становила 29 720 доларів для чоловіків та 22 473 долари для жінок. За межею бідності перебувало 20,4 % осіб, у тому числі 26,7 % дітей у віці до 18 років та 30,1 % осіб у віці 65 років та старших.
Цивільне працевлаштоване населення становило 3560 осіб. Основні галузі зайнятості: освіта, охорона здоров'я та соціальна допомога — 23,6 %, роздрібна торгівля — 15,6 %, сільське господарство, лісництво, риболовля — 12,9 %.